# Bořice (Mirotice)
Bořice (německy Borschitz) jsou malá vesnice, část města Mirotice v okrese Písek v Jihočeském kraji. Nachází se asi 2,5 kilometru severovýchodně od Mirotic. Je zde evidováno 34 adres. V roce 2011 zde trvale žilo 24 obyvatel.
Bořice leží v katastrálním území Bořice u Mirotic o rozloze 2,33 km².

## Historie
Bořice se připomínají od roku 1379. Byly příslušenstvím arcibiskupského statku v Příbrami až do 16. století. V následujícím století vesnice patřila pod varvažovské panství až do jeho zániku. Roku 1654 je v zápisech berní ruly vedeno osm usedlostí (šest selských).

## Obyvatelstvo
| Rok            | 1869 | 1880 | 1890 | 1900 | 1910 | 1921 | 1930 | 1950 | 1961 | 1970 | 1980 | 1991 | 2001 | 2011 | 2021 |
| -------------- | ---- | ---- | ---- | ---- | ---- | ---- | ---- | ---- | ---- | ---- | ---- | ---- | ---- | ---- | ---- |
| Počet obyvatel | 191  | 206  | 172  | 186  | 182  | 155  | 133  | 96   | 80   | 69   | 43   | 25   | 15   | 24   | 30   |
| Počet domů     | 29   | 30   | 31   | 31   | 31   | 30   | 31   | 32   | 25   | 22   | 18   | 23   | 34   | 32   | 33   |

## Obecní správa
Při sčítání lidu v letech 1850–1929 Bořice byly osadou obce Radobytce v okrese Písek. V letech 1930–1960 byly samostatnou obcí v okrese Písek. V letech 1961–1980 byly částí obce Strážovice v okrese Písek. Od 1. ledna 1981 jsou částí města Mirotice v okrese Písek.

## Pamětihodnosti
- Výklenková kaple zasvěcená Panně Marii se nachází v jižní části vesnice u obecního rybníka. Nad vchodem do kaple, na výklenku je nečitelný nápis. [11]
- Neorománská kaple Panny Marie se nachází ve vesnici a je roku 1903.[12] Kaple obdélníkového půdorysu má dochované krásné vstupní dveře.
- Před návesní kaplí se nalézá zdobný kovový kříž na vysokém kamenném dříku, snad klasicistní z první poloviny 19. století.[6]
- Na pravé straně u vchodu do kaple je umístěná deska se jmény padlých v první světové válce. Na kamenné desce je umístěno pět oválných podobenek se jmény padlých ( VÁCL. ŽIŽKA ST. 23. L. VÁCL. VOHRYZKA ST. 19. L. BEDŘ. VOHRYZKA ST. 22. L. FRANT. KYNKOR ST. 23. L. AL. KYNKOR ST. 20. L. Nad podobenkami je uvedený tento nápis: PADLÝM VOJÍNŮM 1914 - 18. V spodní části desky je uvedeno : VĚNUJE M. 5. R. D.
- Další kříž se nachází u komunikace vedoucí do vesnice ve směru od Radobytců. Na kamenném soklu kříže je datace 1888 a monogram J J . [13]
- Vesnice byla navržena k prohlášení za vesnickou památkovou zónu pro svůj hodnotný soubor lidové architektury.[6]

## Galerie

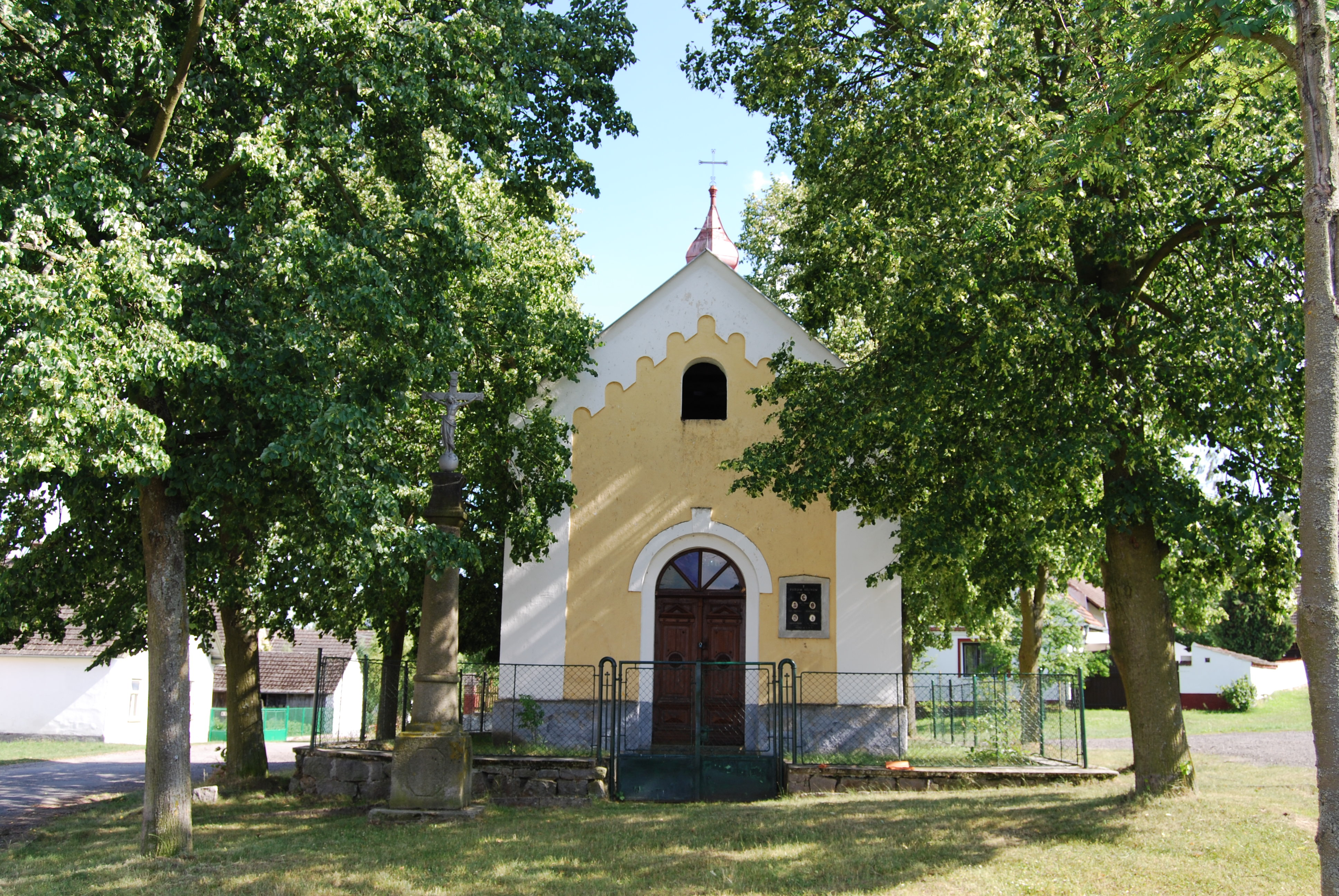
Návesní kaple
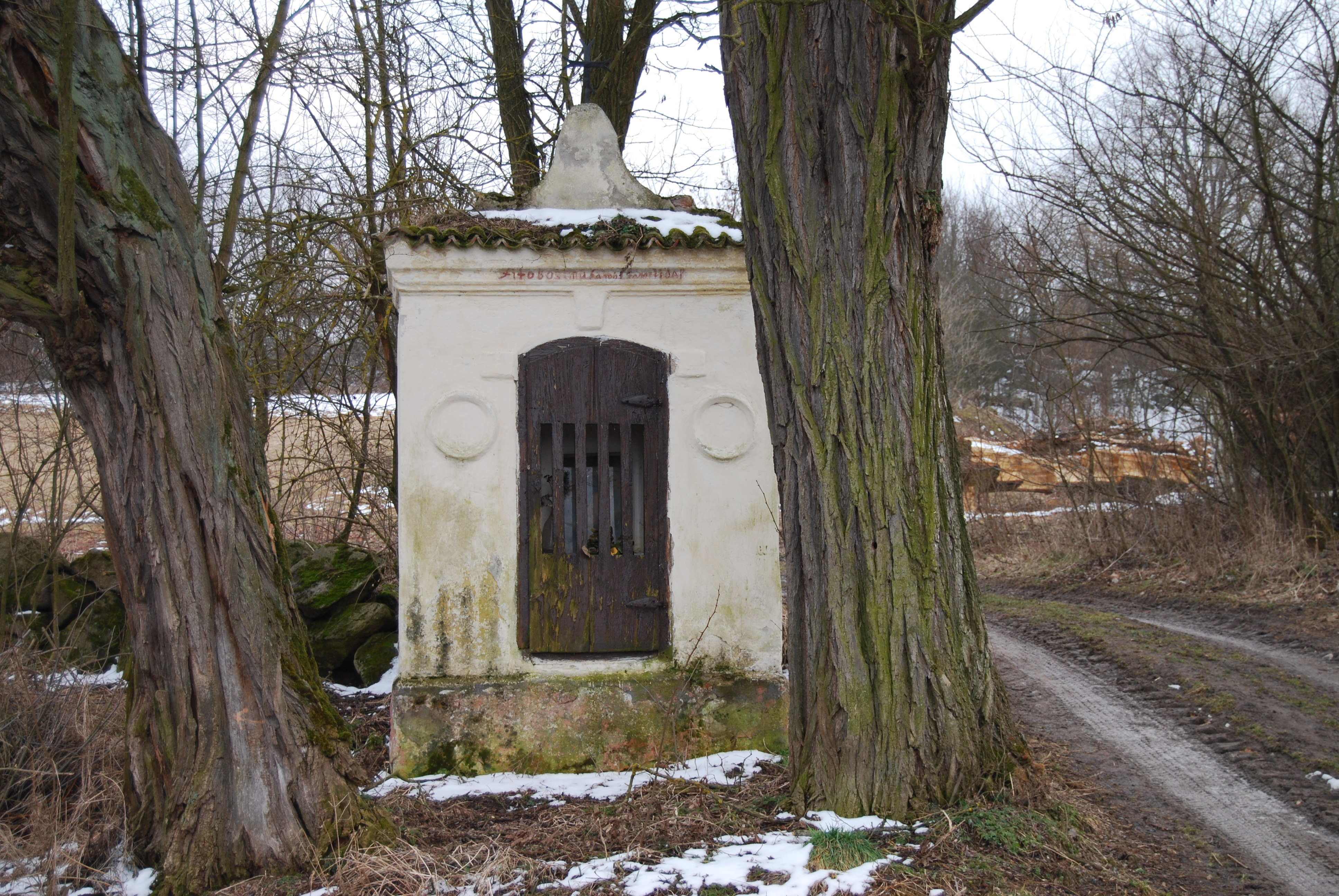
Výklenková kaple u rybníka
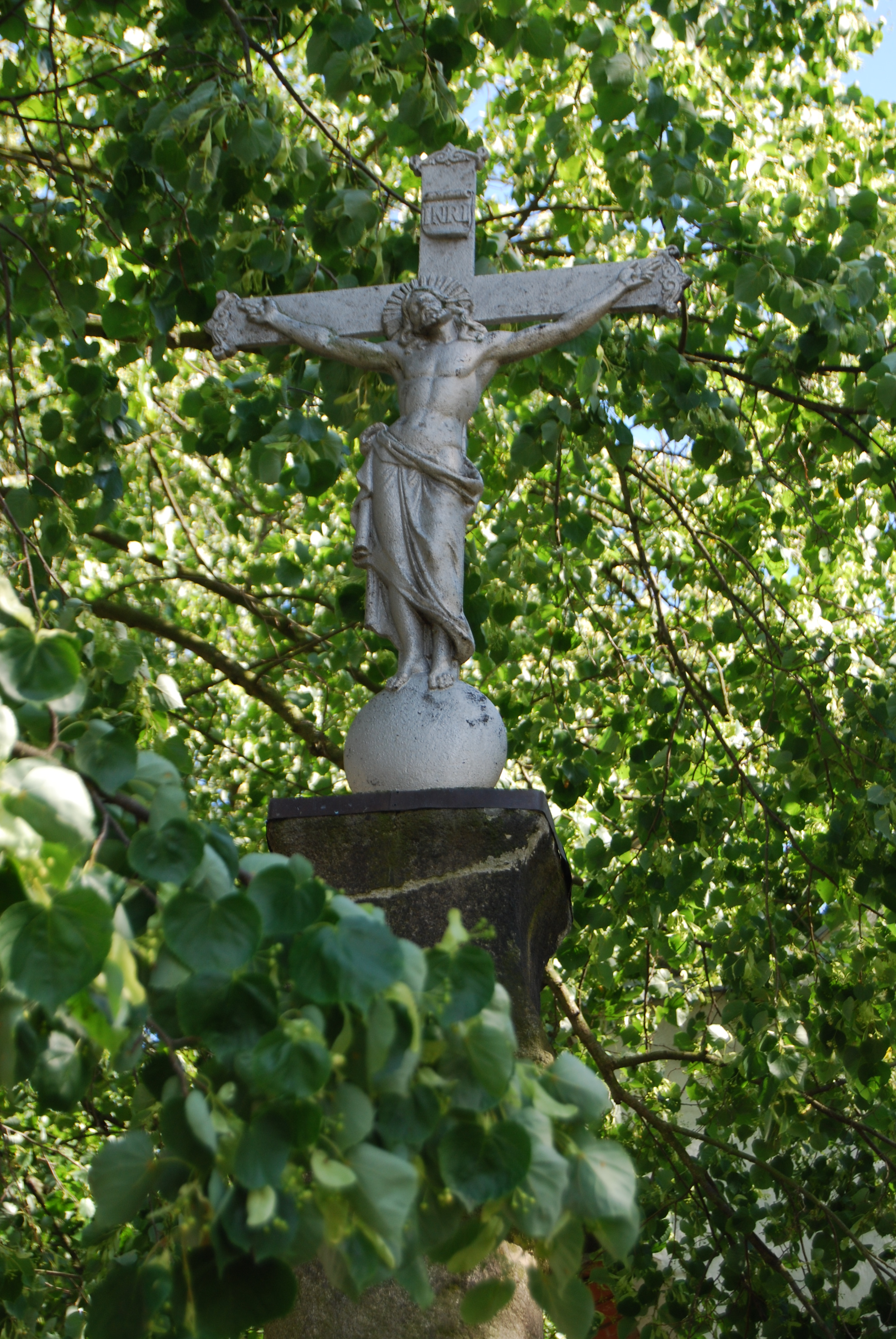
Detail horní části kříže před kaplí
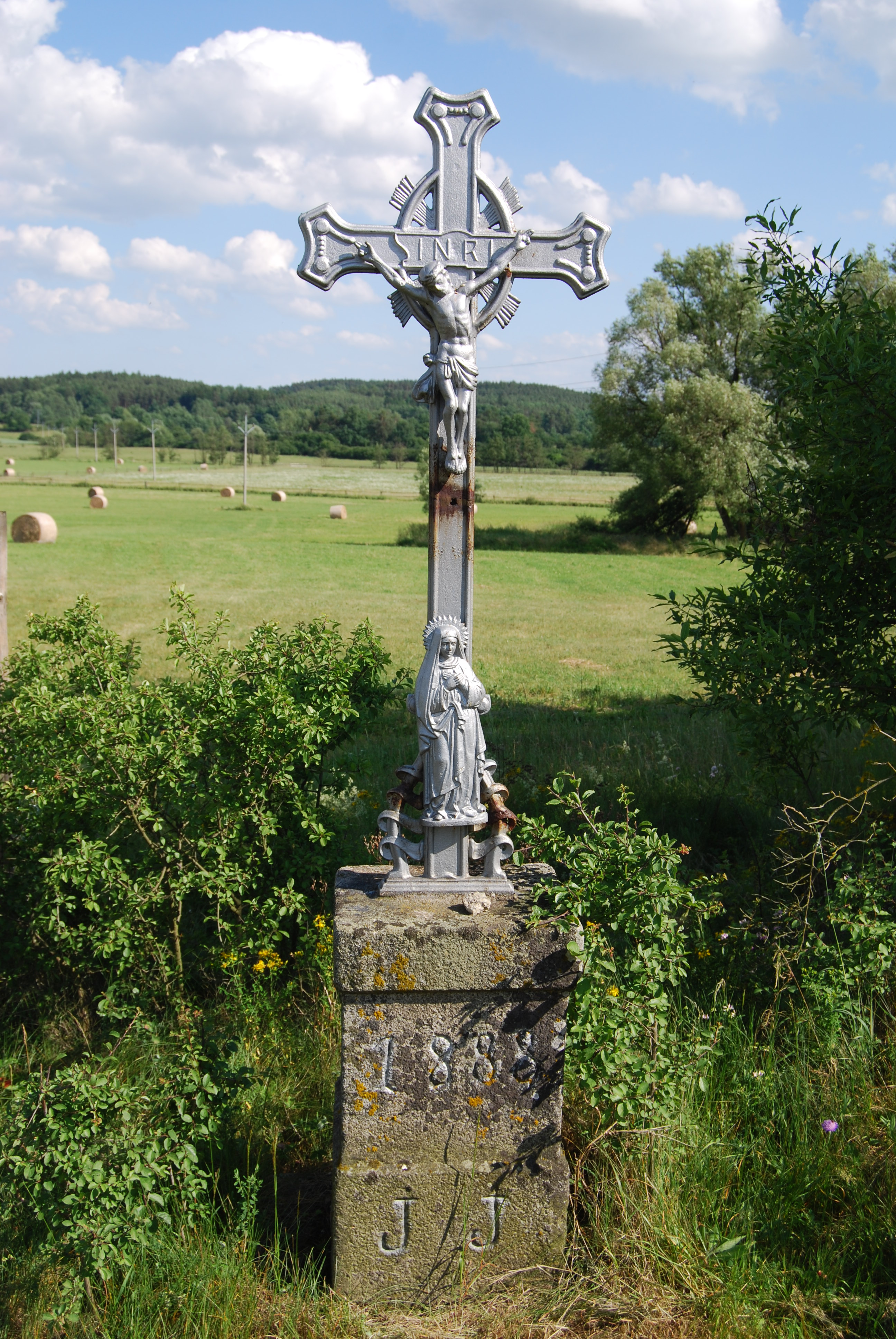
Kříž před vesnicí
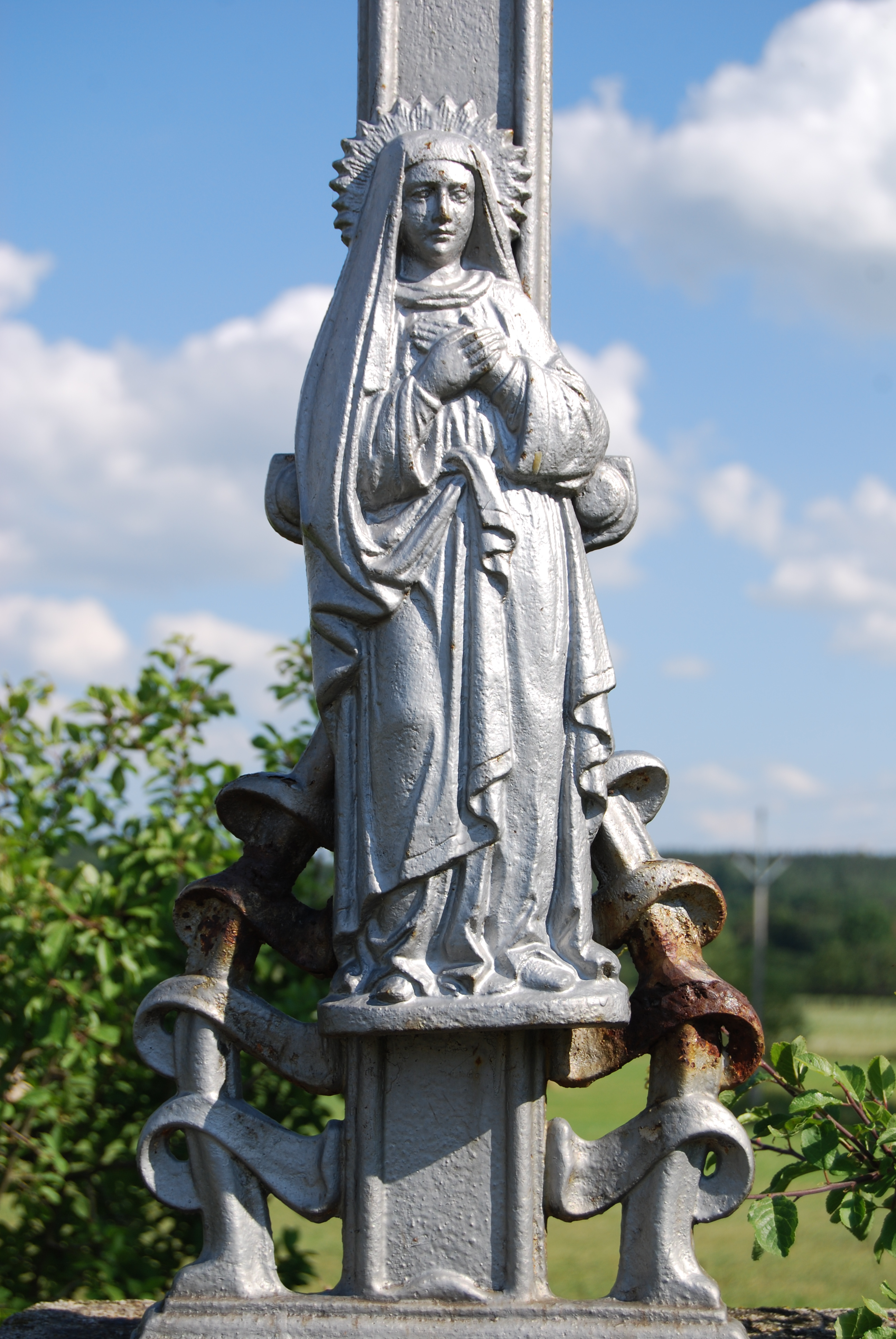
Detail paty kříže před vsí